# Vladimir Llakaj
Vladimir Llakaj nacido 6 de mayo año 1967 en Gramsh, es pintor y escultor albanés.

## Datos biográficos
El padre de Vladimir, Cuman Llakaj, fue funcionario del Ministerio del Interior y era trasladado a menudo a diferentes distritos de Albania, donde permanecía junto a su familia de forma temporal. Por esto, Vladimir ha vivido hasta los dos años en Gramsh, luego cuatro años en Durres y más tarde en Fier. Los estudios de la escuela primaria, los concluyó en la ciudad de Fier. Después de la secundaria, pasó dos años, alistado en el ejército como soldado en Librazhd.
En 1990, Vladimir se presenta a las pruebas de acceso del Instituto Superior de Bellas Artes en la rama de la escultura en Tirana, y gana el derecho a estudiar. En marzo de 1991 dejó la escuela y emigró a Italia. Se instaló en L'Aquila, donde trabajó como todos los inmigrantes. Mientras tanto, en 1991 pasó las pruebas de acceso para y comenzó a estudiar en la Academia de Bellas Artes en la rama de escultura monumental en L'Aquila. Continuó sus estudios en Bolonia donde se licenció con excelentes resultados en 1996. Durante cuatro años, hasta 2000, vivió y trabajó en Florencia (Italia) . Durante su estancia en Italia ha participado en muchas exposiciones internacionales de pintura y escultura con autores italianos y extranjeros.
De regreso en Albania, trabaja con dedicación y silencio durante tres años, centrándose en el análisis de los problemas de infraestructura arquitectónica de las ciudades, especialmente en la capital de Albania, Tirana, y su impacto en la psicología social. Este periodo se corona con una exposición personal de sus obras pictóricas. Participa en numerosos concursos nacionales e internacionales, y gana varios premios en pintura y escultura.
En 2003 comenzó a trabajar como examinador externo de escultura de la Academia de Artes de Tirana. En 2006 es nombrado profesor de escultura permanente en la Academia de Artes de Tirana.
Ha realizado numerosas obras entre pinturas y esculturas, que son recibidos por público y elogiado por la crítica. Colabora con diferentes publicaciones como crítico de arte. Es miembro de la Liga de Escritores y Artistas de Albania. 

## Obras

### Pinturas
- "Amenaza mutua", (Kërcënim i ndërsjelltë) pintura (2002), Tirana,
- Caos Urbano (“Kaosi urbanistik”), pintura ( 2003 ), Tirana
- "La confusión dolorosa" (“Pështjellim i mundimshëm”), pintura (2004), Tirana,
- "El silencio utópico" (“Qetësi utopike”), pintura (2004), Tirana,
- "Ciudad de los redimidos" (“Qyteti i shpenguar”), pintura (2004), Tirana,

### Esculturas
- Monumento de Arben Brocit (“ Monumenti i Arben Brocit ” ), escultura (2006), Tirana
- Retrato de Skanderbeg (“Portreti i Skënderbeut ”), escultura (2006), Tirana,
- Retrato de la Madre Teresa (“Portet " Nënë Tereza ”) , boceto de escultura ( 2007 ), Tirana